# توم إيرلي
توم إيرلي (بالإنجليزية: Tom Earley)‏ هو لاعب كرة قاعدة أمريكي، ولد في 19 فبراير 1917 في بوسطن في الولايات المتحدة، وتوفي في 5 أبريل 1988 في نانتوكيت في الولايات المتحدة.

## وصلات خارجية
- توم إيرلي على موقع دوري كرة القاعدة الرئيسي (الإنجليزية)
- توم إيرلي على موقعبيزبول رفرنس.كوم (الدوري الرئيسي) (الإنجليزية)
- توم إيرلي على موقعبيزبول رفرنس.كوم (الدوري الثانوي) (الإنجليزية)